# Chionaema plateni
Chionaema plateni är en fjärilsart som beskrevs av Henry John Elwes 1890. Chionaema plateni ingår i släktet Chionaema och familjen björnspinnare. Inga underarter finns listade i Catalogue of Life.